# Linea 59
La Linea 59 (Ligne 59 in francese, Spoorlijn 59 in olandese) è una linea ferroviaria belga a scartamento ordinario lunga 55,7 km che unisce le città di Anversa e Gand, entrambe situate nella regione delle Fiandre.

## Storia
Il 6 novembre 1844 fu attivato il primo troncone compreso tra la stazione di Vlaams Hoofd, posta sulla riva sinistra della Schelda di fronte ad Anversa, e la cittadina di Sint-Niklaas. Il 9 agosto 1847 fu aperto il tratto tra Sint-Niklaas e Gent-Waas.
Nel 1970 fu ultimato un tunnel sotto la Schelda che permise un collegamento ferroviario diretto con le altre stazioni di Anversa, poste sulla riva destra del fiume. Il 24 settembre dello stesso anno fu ultimata l'elettrificazione tra Anversa e Sint-Niklaas. La restante parte fu elettrificata tre anni dopo.